# راسموس أندرسن
راسموس أندرسن (بالدنماركية: Rasmus Andersen)‏ هو نحات دنماركي، ولد في 25 سبتمبر 1861 في الدنمارك في مملكة الدنمارك، وتوفي في 28 فبراير 1930.